# せいこうユースケトーク!
『せいこうユースケトーク!』は、2016年7月26日から2017年6月14日までAbemaTV、2017年6月21日から2018年10月10日TOKYO MXで放送されたトーク番組。AbemaTV放送時も隔週放送の「ノーカット版」を分割した「セレクト版」がTOKYO MXで毎週放送されていた。
初回は『オトナに!』の番組名で放送。2回目からは『せいこうユースケトーク!』になりAmebaTV放送終了後の2017年7月26日のMX放送第21回中編から『オトナに!』に戻り放送された。
なお番組内でのタイトル表記は2016年まで『SEIKOYUSUKE』。2017年から『OTONANI!』。公式YouTube説明欄では『せいこうユースケトーク オトナに!』と番組名に表記ゆれがある。2018年10月10日、前身である『オトナの!』から続く番組は最終回を迎えた。

## 番組概要
いとうとユースケが5年に渡り出演していた、『オトナの!』（TBSテレビ）が2016年6月末終了後、1ヶ月のブランクを挟んで、後継番組としてネット配信事業者AbemaTV（SPECIAL 2チャンネル）にて隔週で配信開始した。内容は、"「オトナ」が本当に見たくなる「オトナ」のトーク。"をコンセプトにしている。TOKYO MXに番組販売され「セレクト版」が毎週放送。TOKYO MX放送終了翌日、番組YouTubeにTOKYO MX版がアップされている。Abema版は2017年5月31日に終了。その後TOKYO MX制作で番組が継続された。
2017年以降、ゲストトーク最後（分割の場合は最終編の最後）には「大人とは何か」を問う格言をノートに書いてもらっている。
2018年10月10日に最終回を迎え、『オトナの!』から6年9か月にわたるシリーズの歴史に終止符。最終回ゲストは『オトナの!』初回ゲストで番組ナレーターのマギー。最終回冒頭ではTBSテレビ、テレビ朝日が資本参加するAbemaTV、TOKYO MXと媒体を移籍した稀有な歴史も振り返った。

## 出演者

### MC
- いとうせいこう
- ユースケ・サンタマリア

### ナレーター
- マギー

## スタッフ
- 演出：有田直美、鵤晴美
- プロデューサー：江原里実、前島隆昭、角田陽一郎
- 技術協力：ALL MIX、DEEP TOKYO、OMNIBUS JAPAN
- 制作：ダイジョブス